# Сухін Гаврило Петрович
Гаврило Петрович Сухін (1924, село Воронцово-Ніколаєвське, тепер у складі міста Сальська Сальського району Ростовської області, Російська Федерація — ?) — радянський діяч, токар Тбіліського машинобудівного заводу Грузинської РСР. Депутат Верховної Ради СРСР 4-го скликання.

## Життєпис
У 1940—1941 роках — учень токаря школи фабрично-заводського навчання № 4 міста Ростова-на-Дону.
У 1941 році під час німецько-радянської війни був евакуйований до міста Тбілісі.
З 1941 року — токар Тбіліського машинобудівного заводу Грузинської РСР. Був передовим виробничником, раціоналізатором та новатором. Перевиконував виробничі норми.
Подальша доля невідома.

## Нагороди
- медаль «За доблесну працю у Великій Вітчизняній війні 1941—1945 рр.»
- медалі